# Krypta von San Antolín

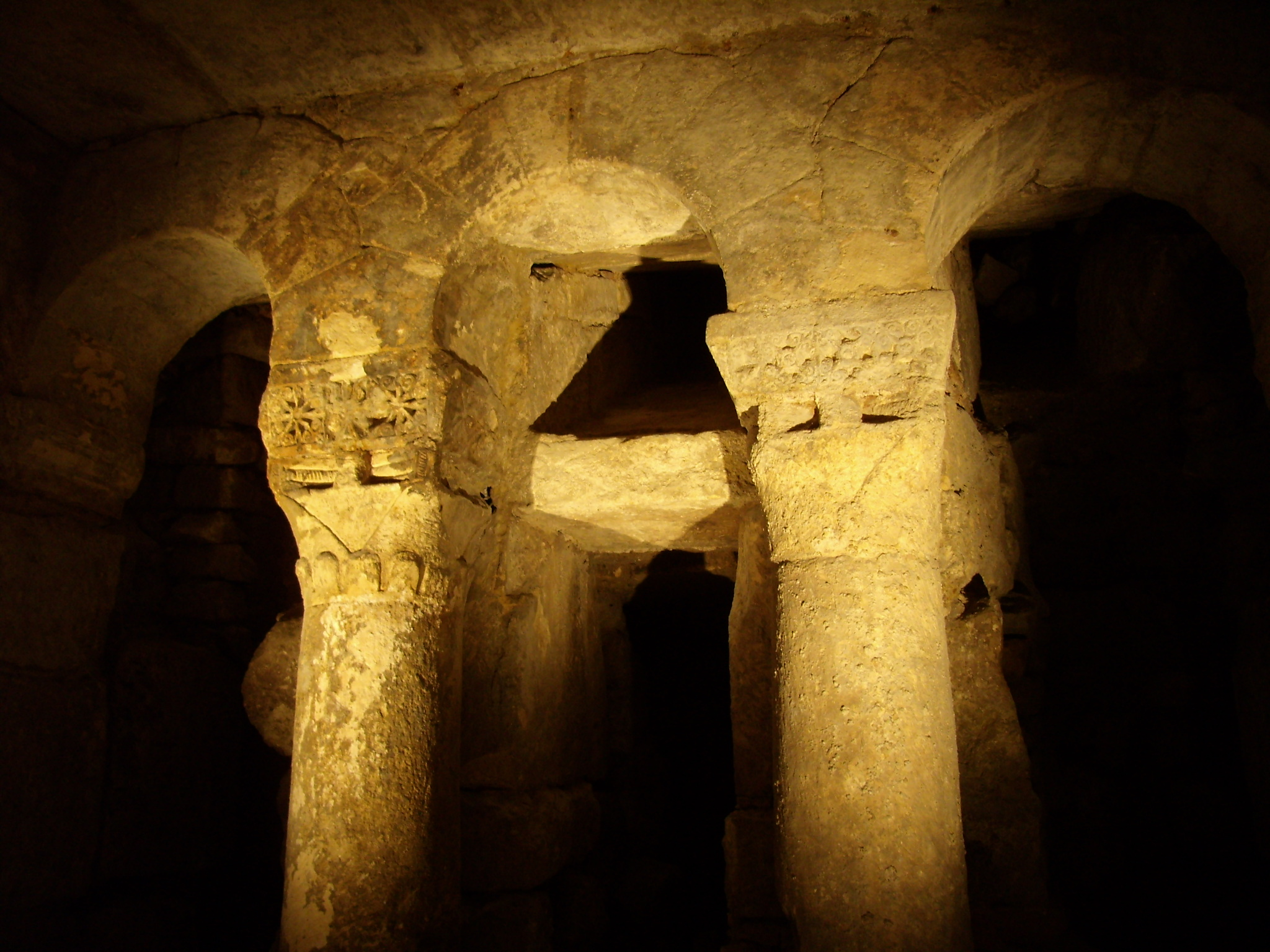
Krypta von San Antolín

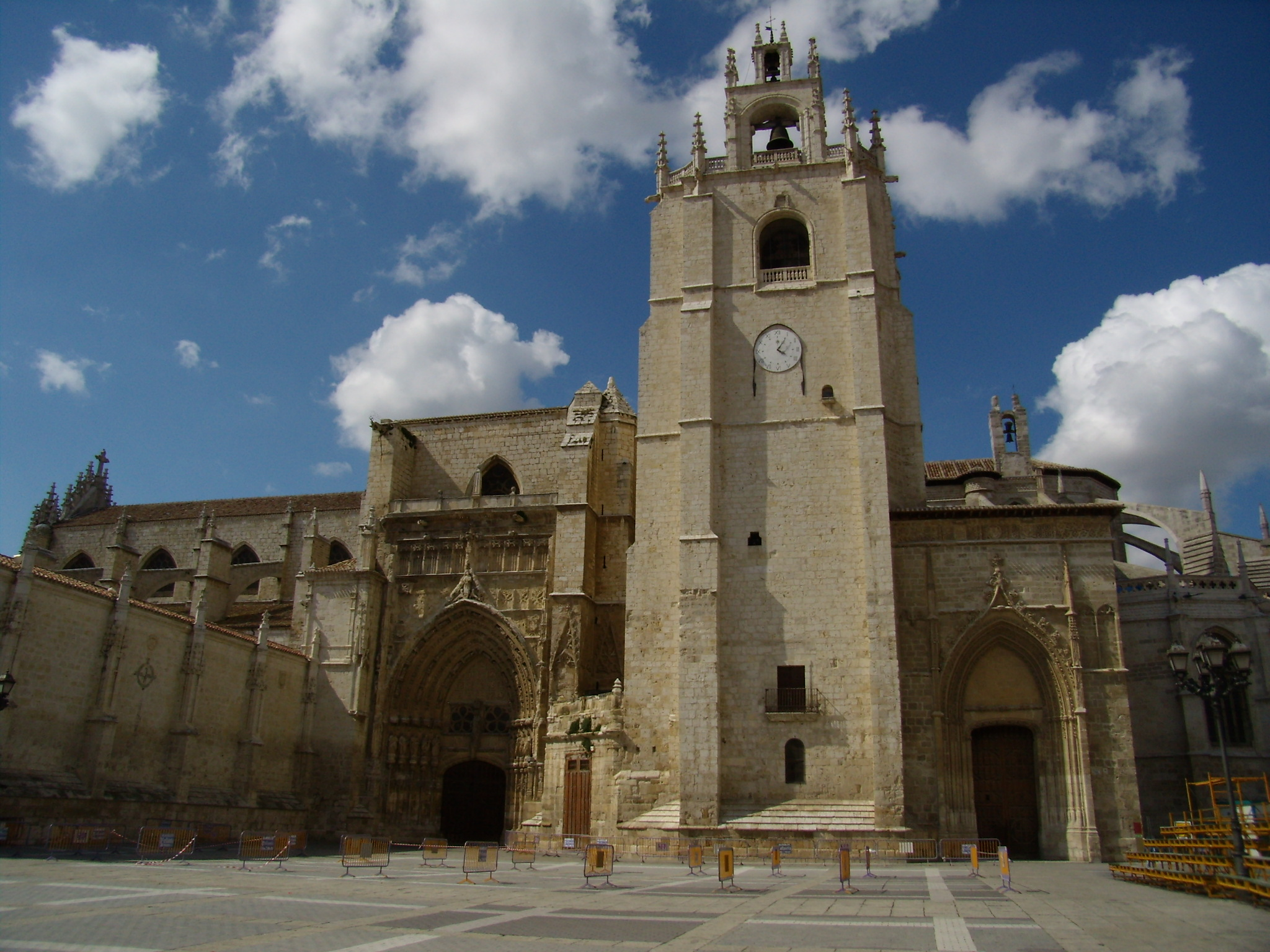
Kathedrale von Palencia

Die Krypta von San Antolín liegt unter dem Chor der gleichnamigen gotischen Kathedrale von Palencia, dem römischen Pallantio und heutigen Hauptort der gleichnamigen Provinz in Spanien. An dieser Stelle befinden sich zwei hochmittelalterliche Bauwerke, die zu unterschiedlichen Zeiten entstanden, aber eine gemeinsame Funktion besitzen.

## Beschreibung
Das eine ist ein größerer gewölbter Raum im proto-romanischen Stil, von dem aus der Zugang zu einem kleineren westgotischen Gewölbe besteht. Beide zeigen eine Kongruenz mit dem Grundriss der Cámara Santa (Heiligen Kammer) von Oviedo.
Die Räume, in Form von komplett überwölbten rechteckigen Kirchenschiffen, mit traversalen Bögen zur Verstärkung, wurden vermutlich als Unterbau eines zweistöckigen Gebäudes errichtet, dem später Elemente der Romanik hinzufügt wurden. Sie liegen in der Tradition des hochmittelalterlichen Spanien, von der Vorläufer aus den Phasen der kelt-iberischen und der romanischen bzw. vorchristlichen Epoche existieren, wie das Mausoleo de La Alberca in Murcia, Santa Eulalia de Bóveda bei Lugo oder Santa María del Naranco in Oviedo. Später wurde die Kathedrale durch eine im gotischen Stil ersetzt, während die Krypta mit den beiden Hallen  erhalten blieb. Im Hinblick auf die Konstruktion entspricht San Antolín dem westgotischen Kunststil am Ende des 7. Jahrhunderts. Vor dem vorromanischen Tempel befindet sich die alte westgotische Kapelle aus der Mitte des siebten Jahrhunderts, die während der Herrschaft von Wamba erbaut wurde, um die sterblichen Überreste des Märtyrers Antoninus von Pamiers zu bewahren, eines gallisch-westgotischen Adligen, der 672 oder 673 von Wamba selbst von Narbonne nach Spanien gebracht wurde. Dies sind die einzigen Überreste der westgotischen Kathedrale von Palencia.

## Legende
Pedro Fernández del Pulgar berichtet im 17. Jahrhundert von einer Legende, die besagt, dass Wamba, König der Westgoten, im Jahre 672 die Reliquien des Märtyrers Antolín, eines westgotischen Prinzen von Narbonne, nach Palencia überführte, wo er eine Märtyrerkirche errichtete. Antolín starb Ende des 5. Jahrhunderts in Toulouse. Wamba († 681/683) war als Nachfolger von Rekkeswinth von 672 bis 680 König der Westgoten.